# Gertrud Bäumer

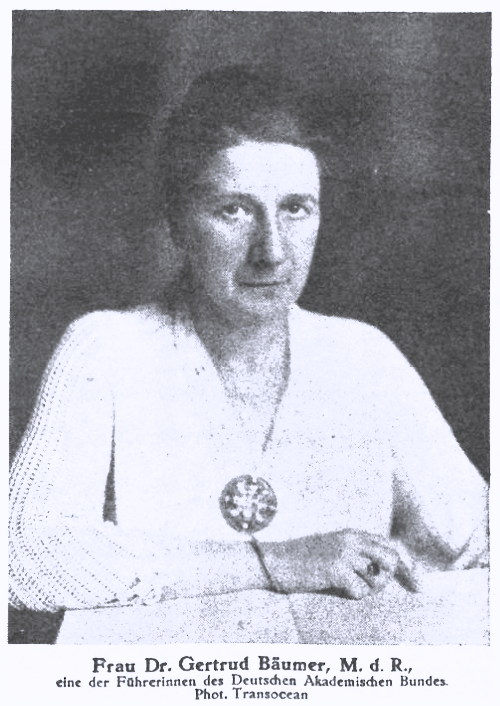
Gertrud Bäumer (ca. 1927)

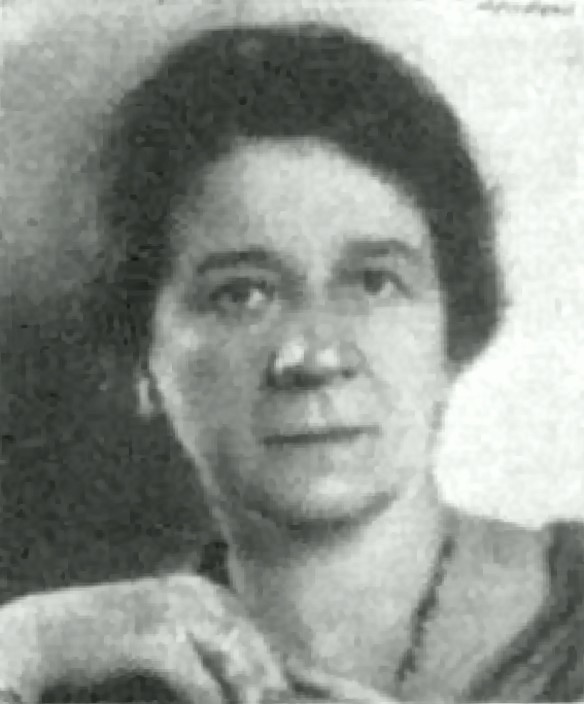
Gertrud Bäumer (ca. 1930)

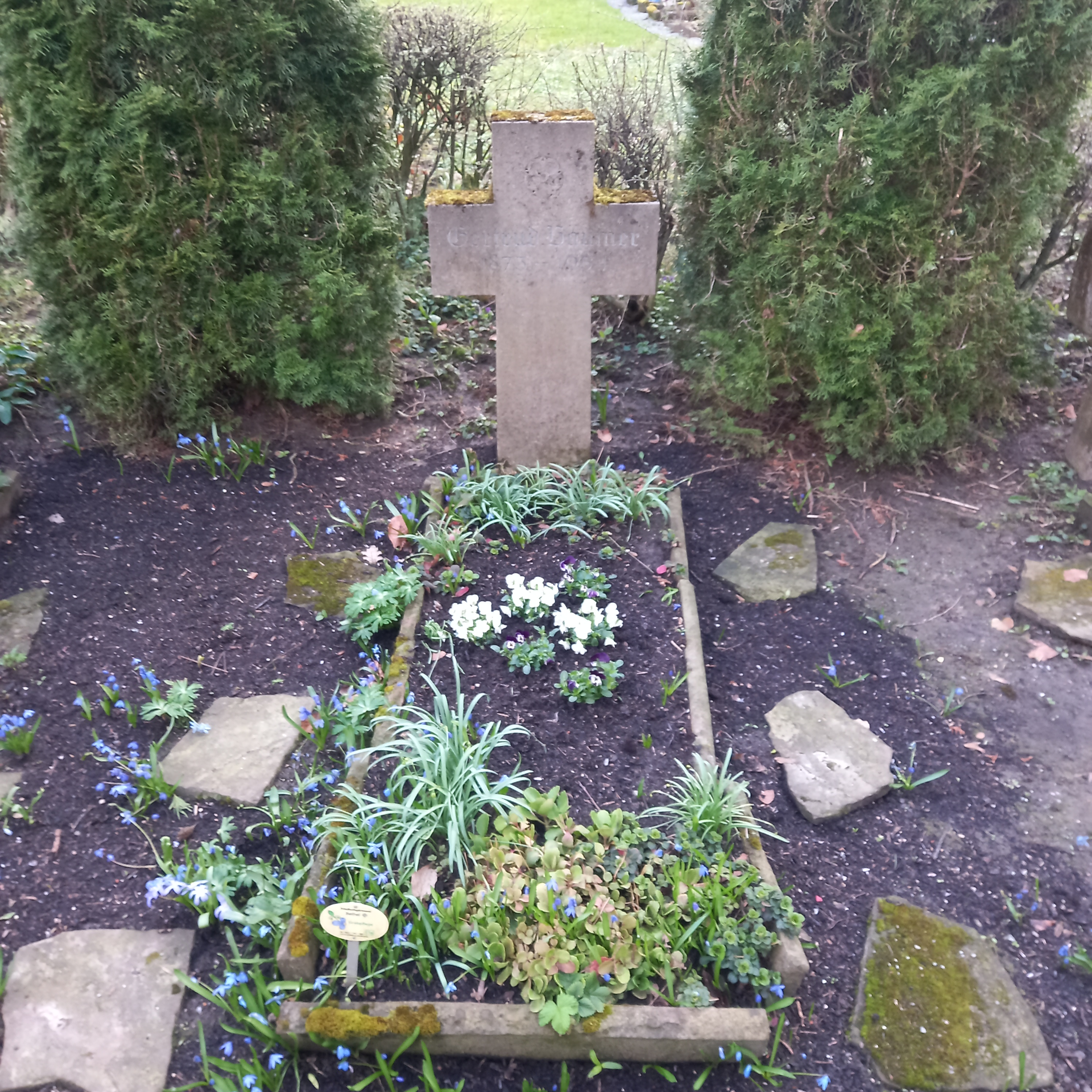
Das Grab von Gertrud Bäumer auf dem Neuen Zionsfriedhof Bethel in Bielefeld

Gertrud Bäumer (* 12. September 1873 in Hohenlimburg, Kreis Iserlohn; † 25. März 1954 in Gadderbaum, Kreis Bielefeld) war eine deutsche Frauenrechtlerin, liberale Politikerin (FVg, FVP, DDP, DStP, CSU), Publizistin und Schriftstellerin. Sie war von 1910 bis 1919 Vorsitzende des Bundes Deutscher Frauenvereine, von 1919 bis 1932 Mitglied des Reichstages und wurde 1920 als erste Frau in Deutschland Ministerialrätin im Reichsministerium des Innern.

## Leben

### Kindheit und Ausbildung
Gertrud Bäumer entstammte einer evangelisch-reformierten Pfarrersfamilie aus dem märkischen Sauerland. Der Urgroßvater Wilhelm Bäumer war Pfarrer in Bodelschwingh bei Dortmund. Als Kirchenpolitiker setzte er sich für den Fortbestand der presbyterial-synodalen Verfassung in der 1815 gegründeten preußischen Provinz Westfalen und darüber hinaus in ganz Preußen ein. Wilhelm Bäumer, der mit Friedrich Schleiermacher korrespondierte, gehörte damit in den größeren Gesamtzusammenhang des kirchlichen und politischen Frühkonstitutionalismus.
Als Bäumer drei Jahre alt war, zog die Familie nach Cammin in Pommern, wo ihr Vater Emil (1845–1883) eine Stelle als Kreisschulinspektor bekam. Nach dem frühen Tod des Vaters zog die zehnjährige Gertrud mit ihrer Mutter Caroline, geborene Schede (1850–1929), und ihren beiden Geschwistern ins Haus der Großmutter in Halle (Saale). Die Leere im Leben ihrer Mutter und deren wirtschaftliche Abhängigkeit von der Verwandtschaft beschreibt Bäumer in ihren Memoiren als eine schmerzvolle aber lehrreiche Erfahrung. Zur Öde im großmütterlichen Hause schreibt sie: „War dies das Frauenleben – diese Spirale um die eigene Achse?“ Ihr Entschluss, einen Beruf zu ergreifen, stand daher nach ihrer eigenen Aussage schon früh fest: „Ich wollte – und mußte aus wirtschaftlichen Gründen – Lehrerin werden.“

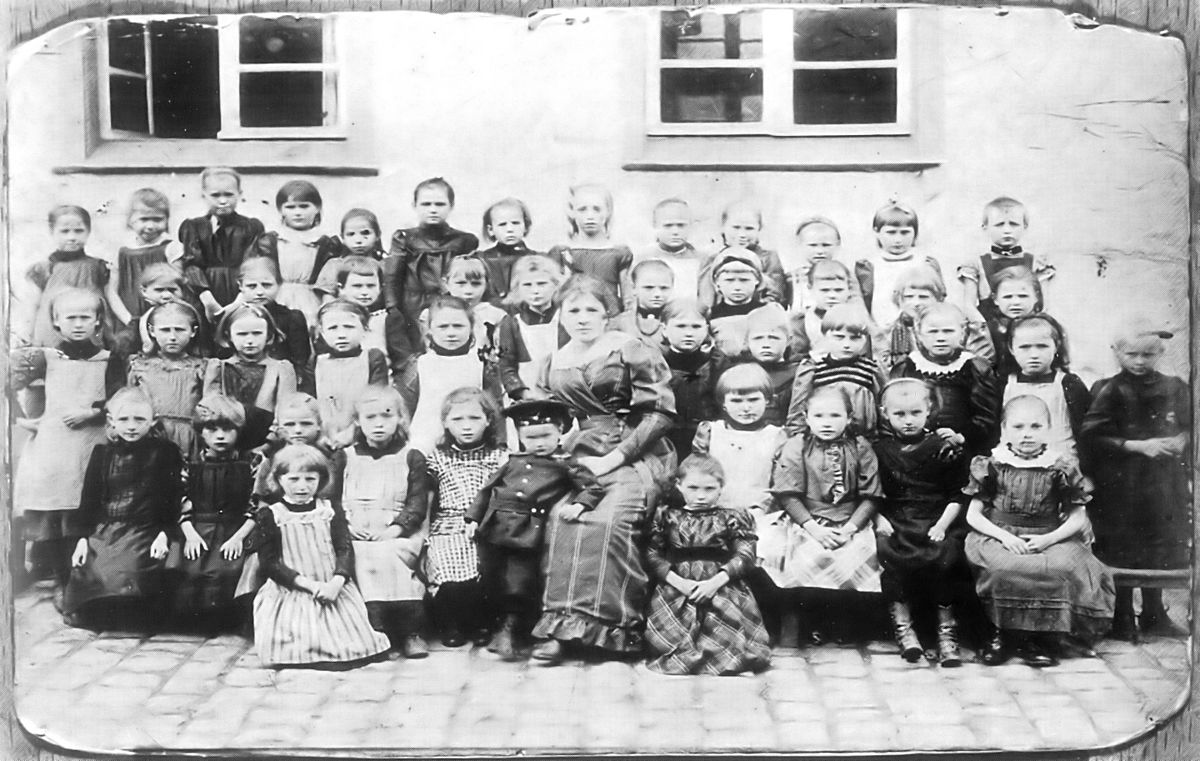
Gertrud Bäumer mit ihren Schülern an der Elementarschule in Kamen, 1894

Sie besuchte die Höhere Töchterschule in Halle und absolvierte im Anschluss daran das Lehrerinnenseminar in Magdeburg. Ab 1894 unterrichtete sie an Volksschulen in Halberstadt, Kamen und Magdeburg und konnte so auch ihre Mutter finanziell unterstützen. Bald darauf knüpfte sie durch Vermittlung einer älteren Kollegin Kontakte zum Allgemeinen Deutschen Lehrerinnenverein (ADLV), dessen Vorsitzende Helene Lange auf sie fachlich wie persönlich großen Eindruck machte. 1898 wechselte sie nach Berlin, um dort das Oberlehrerinnenexamen abzulegen, das die Voraussetzung für die Aufnahme eines Studiums war. Das Frauenstudium war zu jener Zeit in Preußen nur mit Ausnahmegenehmigung der einzelnen Professoren möglich; die Immatrikulation von Frauen wurde erst 1908 offiziell genehmigt.
An der Berliner Universität belegte sie Theologie, Germanistik, Philologie und Nationalökonomie. Prägende akademische Lehrer waren der Kirchenhistoriker Adolf von Harnack und der Philosoph Wilhelm Dilthey. Ihr Studium finanzierte Bäumer sich selbst, unter anderem durch Publikationstätigkeit für die Frauenbewegung; eine Unterstützung aus dem Hoffmannschen Familienstipendium, die jedem männlichen Studenten ihrer Verwandtschaft gewährt wurde, erhielt sie nicht. Sie promovierte dort 1904 über Goethes Satyros.

### Helene Lange und die Arbeit für die Frauenbewegung

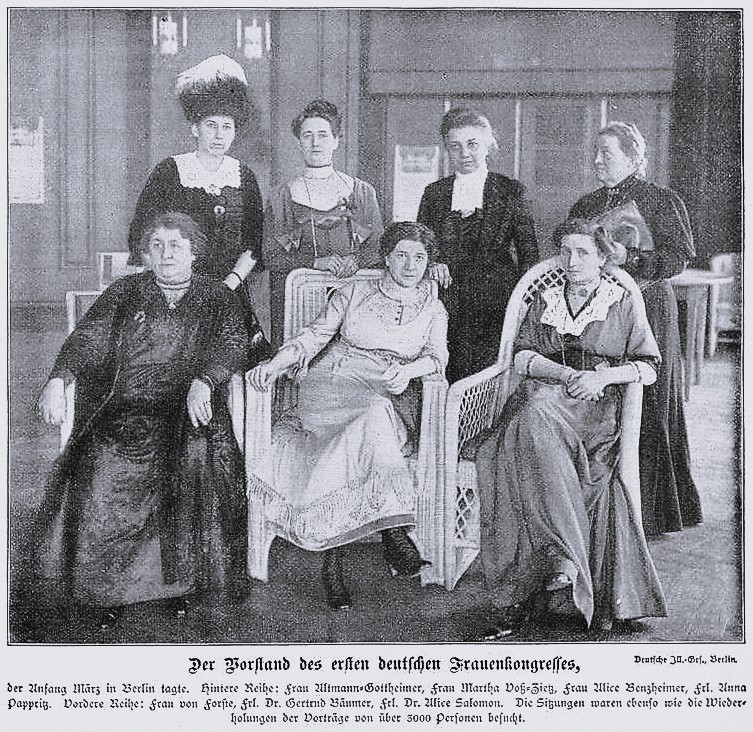
Vorstand des ersten deutschen Frauenkongresses Anfang März 1912 in Berlin. Hintere Reihe von links: Elisabeth Altmann-Gottheiner, Martha Voss-Zietz, Alice Bensheimer, Anna Pappritz. Vordere Reihe von links: Helene von Forster, Gertrud Bäumer, Alice Salomon.

Bäumer kam wie viele Frauen der damaligen Zeit über ihren Beruf als Lehrerin zur bürgerlichen Frauenbewegung, die sich zuerst als Frauenbildungsbewegung verstand. In Berlin kam sie in engeren Kontakt mit Helene Lange, die als unbestrittene Führerin der Lehrerinnenbewegung galt. Als Bäumer kurz nach ihrer Ankunft 1898 über eine Bekannte hörte, dass Lange durch eine Augenkrankheit zunehmend in ihrer Arbeit behindert wurde, bot sie sich als Assistentin an. Sehr rasch entwickelte sich nicht nur eine rege gemeinsame publizistische Arbeit, sondern auch eine intensive Freundschaft, die in eine Lebensgemeinschaft mündete, die bis zu Helene Langes Tod im Jahr 1930 währte.
Lange erkannte bald das geistige Potenzial und die überdurchschnittliche Leistungsfähigkeit der jungen Gertrud Bäumer und fasste den Entschluss, sie zu ihrer Nachfolgerin aufzubauen. Nicht zuletzt auf Langes Betreiben stieg Bäumer schnell in Vorstandsfunktionen des Bundes Deutscher Frauenvereine (BDF) auf. 1910 löste sie Marie Stritt als Vorsitzende ab, bekleidete das Amt bis 1919 und blieb auch nach dieser Zeit die unbestritten einflussreichste Figur des Verbands. Während des Kriegs war sie maßgeblich am Aufbau des Nationalen Frauendiensts beteiligt, einer Wohlfahrtsorganisation, die um eine Koordinierung der Nahrungsmittelversorgung und des freiwilligen Kriegseinsatzes der Frauen innerhalb von Industrie und Wirtschaft bemüht war.
Ihre hauptsächliche Arbeit für die Frauenbewegung erstreckte sich auf die Arbeit innerhalb des BDF und der monatlich erscheinenden Zeitschrift Die Frau, die als das Sprachrohr der bürgerlichen Frauenbewegung gilt. Daneben übernahm sie 1916 mit Marie Baum den Aufbau und die Leitung (bis 1920) der Institution Soziale Frauenschule und Sozialpädagogisches Institut Hamburg, einer höheren Fachschule für Wohlfahrtspflegerinnen. Die intensive und enge Zusammenarbeit mit den damaligen Schülerinnen führte in den darauffolgenden Jahren zu wiederholten Treffen des ehemaligen Kreises.

### Die Politikerin

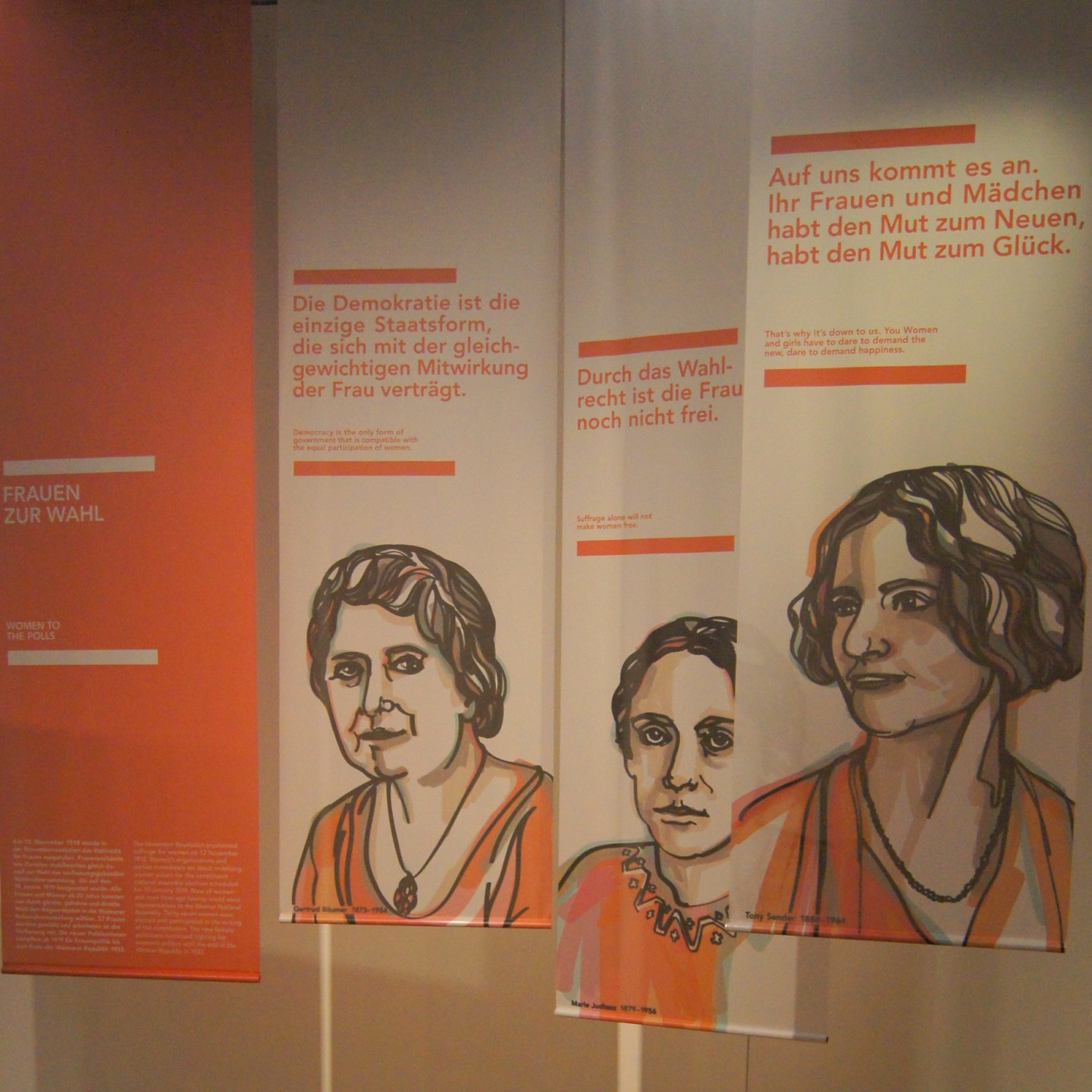
Banner Frauen zur Wahl in der Sonderausstellung Damenwahl, Historisches Museum Frankfurt. Gertrud Bäumer ist ganz links zu sehen.

Gertrud Bäumer gehörte zu den Vertreterinnen eines Differenzfeminismus, die dem konstatierten „weiblichen Prinzip“ die Aufgabe zuschrieben, zur Humanisierung des Lebens beizutragen. Politisch identifizierte sie sich mit dem sozialen Liberalismus Friedrich Naumanns, mit dem sie ab 1906 eng zusammenarbeitete; ab 1912 war sie für den Kulturteil seiner 1894 gegründeten Zeitschrift Die Hilfe redaktionell verantwortlich. Nach seinem Tod 1919 wurde sie zeitweilig die alleinige Herausgeberin. Auch mit Naumann verband sie nicht nur eine Arbeitsgemeinschaft, sondern eine intensive Freundschaft.
Nach der Änderung des preußischen Vereinsrechts im Jahre 1908 (das Frauen bis dahin den Eintritt in politische Parteien verboten hatte), traten Gertrud Bäumer und Helene Lange der Freisinnigen Vereinigung bei, in der auch Naumann seit 1903 aktiv war. Aus der Freisinnigen Vereinigung ging später die linksliberale Fortschrittliche Volkspartei (FVP) hervor. Im Jahr 1919 gründete Bäumer gemeinsam mit Naumann und anderen die Deutsche Demokratische Partei (DDP), deren stellvertretende Vorsitzende sie von 1920 bis 1930 war.
1919 zog sie in die Weimarer Nationalversammlung ein und hatte von 1920 bis 1932 ein Reichstagsmandat, davon in den Jahren 1930 bis 1932 als Mitglied der Deutschen Staatspartei (DStP), in der die Deutsche Demokratische Partei kurz zuvor aufgegangen war. Zusammen mit ihrem Fraktionskollegen Theodor Heuss setzte sie sich für das 1926 beschlossene Gesetz zur Bewahrung der Jugend vor Schund- und Schmutzschriften ein. Dies stieß auf erhebliche Kritik von Künstlern, Schriftstellern und der linksliberalen Presse, die Zensur befürchteten. Kurt Tucholsky verspottete Bäumer in diesem Zusammenhang als „Old Bäumerhand, der Schrecken der Demokratie“. Zu den Reichstagswahlen 1932 kandidierte sie nicht mehr.
Darüber hinaus wurde sie 1920 als Ministerialrat in das Reichsinnenministerium berufen, wo sie für die Referate Jugendwohlfahrt und Schulwesen zuständig war. Zudem war sie von 1926 bis 1933 Delegierte der Reichsregierung beim Völkerbund in Genf.

### Die Position von Gertrud Bäumer zum Nationalsozialismus vor 1933
Ihre tagespolitischen Aufsätze hatte Gertrud Bäumer bis 1933 vor allem in der Zeitschrift Die Hilfe veröffentlicht. In dieser Zeitschrift, die personell eng mit der DDP verknüpft war und sich als Forum des national-sozialen Kreises um Naumann (in der Tradition des Nationalsozialen Vereins) verstand, wurde dem Phänomen des aufkommenden Nationalsozialismus zunehmende Aufmerksamkeit geschenkt.
Als im Herbst 1923 in Bayern zunehmend Gerüchte eines „Marsches auf Berlin“ (nach dem Vorbild von Mussolinis Marsch auf Rom) und Verschwörungspläne zwischen Hitler und Teilen der Reichswehrführung bekanntwerden, bezeichnet Gertrud Bäumer die Vorgänge in Bayern als

„skrupellose(n) Kampf um die Macht von solchen Leuten, denen das Reich nur so weit etwas wert ist, als s i e darin herrschen, heute wie vor dem Weltkrieg. Und das brave und leichtgläubige Bürgertum läuft ihnen nach und macht mit dem Tribut seiner Leiden, enttäuschten Hoffnungen und guten vaterländischen Gefühlen aus einem Staatsstreich der alten ‚Gesellschaft‘ eine Volksbewegung.“

Als am 9. November 1923 tatsächlich der so genannte Hitlerputsch stattfindet, kommentiert sie mit resignativen Worten:

„Schlimmer als dieses tragikomische Gaukelspiel ist die Tatsache, daß diese Klassenoffensive auch republikanische Parteien durchsetzt und ihre Kraft für die Verteidigung der Republik gebrochen oder doch gelähmt hat. Die wirtschaftlichen Machthaber in Deutschland sind bestenfalls Vernunftrepublikaner.“

Mit dem zunehmenden Erfolg der „Bewegung“ warnte sie davor, dass „der politische Sieg dieser Stimmungswelle […] der deutsche Zusammenbruch [wäre]. Gefährlicher als diese Stimmungen selbst ist die Tatsache, daß auch von denen, die sie nicht teilen, ihre ganze Gefährlichkeit nicht gesehen wird.“
Hitlers Mein Kampf nannte sie ein „erstaunlich konfuse[s] Buch“,; ihr Urteil gegenüber dem Nationalsozialismus blieb ablehnend:

„Der Nationalsozialismus, was auch immer an ihm wertvoll sein möge, ist so lange mehr zerstörerisch als aufbauend, als seine Führer unverantwortlich handeln: unverantwortlich in der durch keinen Wahrheitssinn gezügelten Herabsetzung der Gegner, unverantwortlich in der demagogisch-gefälschten Darstellung der deutschen Lage und der Machtverhältnisse, unverantwortlich in dem skrupellosen ‚Appell an den Schweinehund im Menschen‘, wie im Reichstag mit Recht gesagt wurde, unverantwortlich in der hemmungslosen Ausbeutung der Urteilsunfähigkeit und im Mißbrauch anständiger und reiner Kräfte.“

Sie selbst hoffte auf eine Erneuerung der Mitte, wenngleich sie sich der Tatsache bewusst war, dass durch die Zerstrittenheit der Parteien ein gemeinsames politisches Profil der „Mitte“ kaum zu verwirklichen war. Die Grundlage musste für sie aber immer „die Erhaltung der bürgerlichen Freiheit im Geiste der Reichsverfassung“ sein. Allerdings lehnte sie nicht alle Vorstellungen und Ziele des Nationalsozialismus von vornherein ab. Sie erkannte sehr wohl, dass die Nationalsozialisten nicht nur aufgrund ihrer „Technik der Massenbearbeitung“ erfolgreich waren. Das Konglomerat an Ideen, wie es in der NS-Ideologie präsentiert wurde, sprach eine Vielzahl unterschiedlicher Interessen an. Keine Diskussion konnte es geben über den menschenverachtenden Antisemitismus und die „innerpolitische Greuelpropaganda“ dieser Partei, die ja eine „Bewegung“ sein wollte. Unbestritten konnte die NSDAP aber ein Defizit in der Parteipolitik füllen, sei es auch nur durch Versprechungen. Bäumer nahm die seelische Krise, die sich ihrer Meinung nach in den Erfolgen der Nationalsozialisten offenbarte, ernst. Wichtig war ihr eine Reformierung des Parlamentarismus, da dieser sich ihrer Meinung nach immer mehr in kleingläubigen Interessenpartikularismus zu entwickeln drohte.
Die semantische Nähe der Begriffe „national-sozial“, wie sich der Hilfe-Kreis bezeichnete, und das „nationalsozialistisch“ der NSDAP führte zu einer ganz besonderen Aufmerksamkeit dieser Partei gegenüber. Den wesentlichen Unterschied sah Gertrud Bäumer jedoch darin, dass sich bei Naumann „der Nationalsozialismus mit der Demokratie“ verband, und in diesem Sinne auch weitergetragen wurde. Die „Epigone[n] à la Hitler“, die Bäumer als „hysterische Schaumschläger“ bezeichnete, machten sie angesichts ihrer „wirtschaftspolitische[n] Kleinbürgerphantastik“ zornig:

„Wenn das, was sich heute Nationalsozialismus nennt, nicht, verflacht und verrannt zugleich, in seiner Gedankenarbeit klastertief unter dem Niveau bliebe, auf dem die alten Nationalsozialen gearbeitet haben, so müßte ernsthafte Jugend, die in dunkler Zeit nach einem Ziel und einem Weg sucht, hier eine Anknüpfung finden – manches einzelne umbildend und neugestaltend, aber der Generalidee folgend, die den Sozialismus aus der marxistischen Verengung heraushebt und als Aufgabe der Erschaffung der Nation von innen her erfaßt.“

Als sie sich am 13. Oktober 1930 bei der Eröffnung des Reichstages das Spektakel der in Parteiuniform einziehenden NSDAP-Abgeordneten ansehen musste, schrieb sie dazu: „Ein heißer Protest steht in einem auf gegen den Gewaltwillen, der sich in dem Aufzug dieser Truppe renommistisch ausdrückt.“ Einer inhaltlichen Auseinandersetzung oder gar einer Zusammenarbeit mit den Nationalsozialisten erteilte Gertrud Bäumer eine Absage. Es gelte vielmehr den Kampf zu führen,

„… gegen eine Macht, die auf Kosten der Achtung vor dem lebendigen Gewissen des Einzelnen und durch gewaltsame Stilllegung aller anderen Anschauungen den Staatsbürger durch den politischen Soldaten ersetzen will – etwas im tiefsten Kern Undeutsches, Ungermanisches. Nur durch die rücksichtslose Bekämpfung dieser neuen deutsch-völkischen Auflage eines ungeheuerlichen Byzantinismus wird das Echte und Kräftige der Bewegung aus einer üblen und sehr unrassischen Legierung einmal befreit werden!“

Bäumers kritische aber letztlich lavierende Haltung gegenüber dem Nationalsozialismus ist symptomatisch für ihren reformistischen und staatstragenden Ansatz: Ihr Bemühen galt Verbesserungen innerhalb von Systemen, welche Systeme dies auch seien. In der Zeit des Nationalsozialismus ließ sie sich dabei aber auf Kompromisse ein, die für die meisten ihrer Mitstreiterinnen in der Frauenbewegung nicht mehr tragbar waren.

### Schriftstellerin und Publizistin in der NS-Zeit und Zweiter Weltkrieg
1933, nachdem sie von den Nationalsozialisten ihrer politischen Ämter enthoben worden war, wandte Bäumer sich stärker historischen Studien, Reisen und schriftstellerischen Arbeiten zu. Im Herbst 1933 schrieb sie ihre politische Autobiografie Lebensweg durch eine Zeitenwende, die sie offenbar als „geistige Auseinandersetzung mit dem Nationalsozialismus“ verstand.  In einem Brief an ihren Onkel Werner Schede ging sie auf das Dilemma ein, vor das ihre Weiterarbeit unter den Nationalsozialisten sie gestellt hätte:

„Ich bin also mit Pension und auch unter Anrechnung meiner früheren Lehrerinnenzeit entlassen. Persönlich ist das für mich die reinlichere Lösung. Wäre ich im Amt, so müsste ich referatsmäßig jetzt z. B. die Verfügungen über die jüdischen Kinder in den Schulen machen oder die bevorstehende Verfügung für den Geschichtsunterricht, durch die alles, was seit dem Zusammenbruch geschehen ist, defamiert [i.O.] werden soll. Das wäre mir selbst auch tatsächlich unmöglich.“

Anfang 1934 zog sie mit ihrer zweiten Lebensgefährtin Gertrud von Sanden (1881–1940) ins schlesische Gießmannsdorf (heute Gościszów) bei Bunzlau. In den folgenden Jahren unternahm sie mit Ludwig Nießen und von Sandens Tochter Isabel Hamer Studienreisen in die Schweiz und nach Italien. 1936 entstand ihr umfangreiches Werk Adelheid – Mutter der Königreiche. Trotz des 1939 gegen sie ergangenen Redeverbots hielt sie weiter Vorträge, vor allem in evangelischen Kreisen. „Ihr Heim wurde Treffpunkt für Freunde und Zufluchtsstätte für Verfolgte.“
Trotz erheblichen Zugeständnissen an Zensur und anderweitige Presseauflagen glaubte Bäumer, mit der Publikation der Frau, die sie ab 1933 zusammen mit Frances Magnus von Hausen herausgab, noch Reste von frauenbewegten Inhalten vermitteln zu können. Dies verlangte ihr jedoch im Lauf der Zeit immer größere Zugeständnisse bis hin zur Aufnahme auch nationalsozialistischer Inhalte ab. Weggefährtinnen wie Anna Pappritz, Marie-Elisabeth Lüders, Alice Salomon und Dorothee von Velsen warfen ihr neben der Selbstzensur außerdem vor, sich nicht oder nur unzureichend vom nationalsozialistischen Antisemitismus abzugrenzen. 1944 stellten die beiden Herausgeberinnen das Erscheinen der Frau aufgrund von Papiermangel endgültig ein.

### Nachkriegszeit

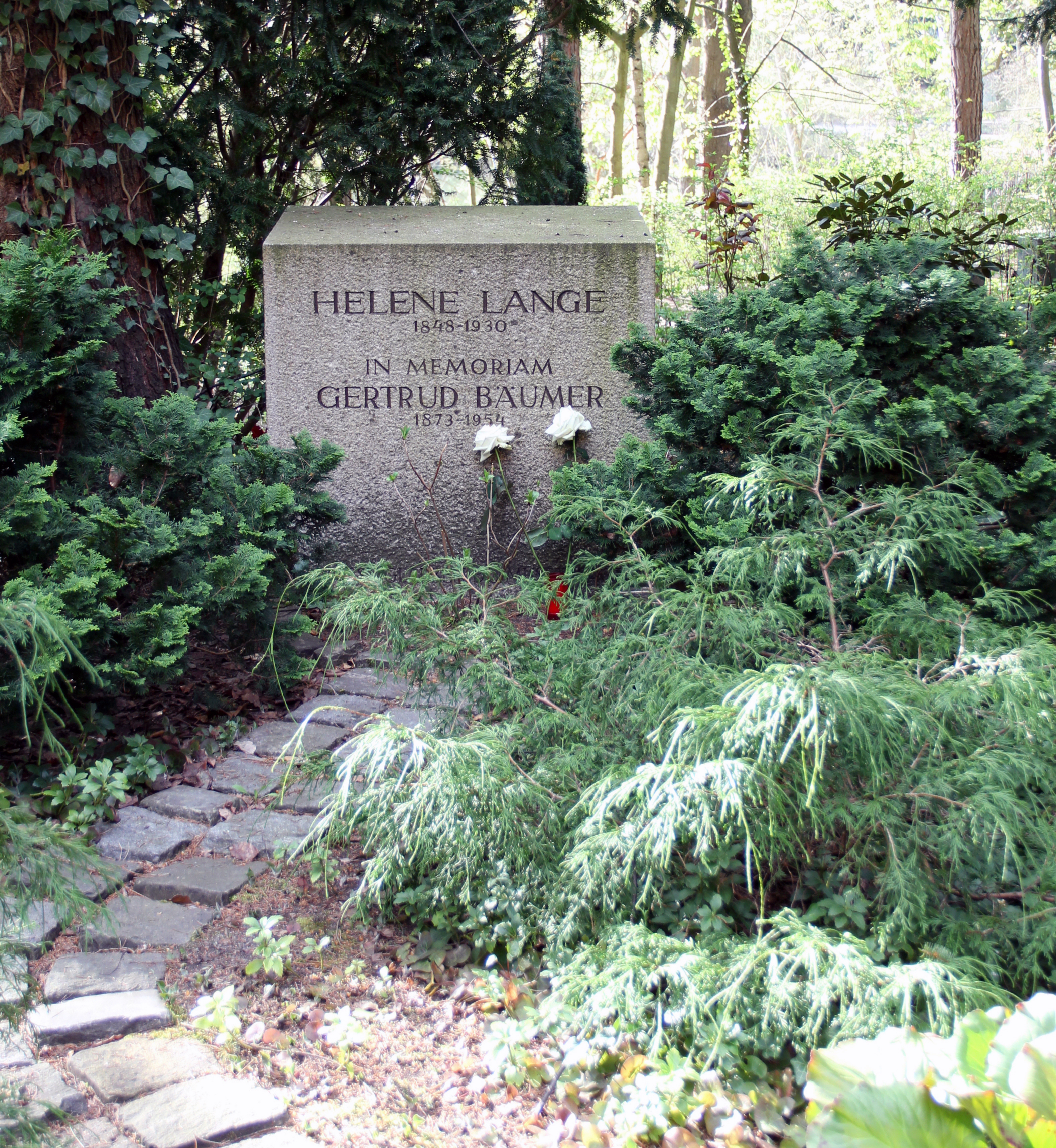
Ehrengrab von Helene Lange auf dem Friedhof Heerstraße in Berlin-Westend mit Gedenkinschrift für Gertrud Bäumer

Anfang 1945 floh Bäumer mit dem Enkel ihrer mittlerweile verstorbenen Lebensgefährtin vor der vorrückenden Roten Armee von Schlesien nach Saalfeld/Saale (Körnerstraße 6) und weiter nach Bamberg, wo sie im Aufseesianum aufgenommen wurde. Sie versuchte sich noch am politischen Aufbau der Bundesrepublik und insbesondere am Wiederaufbau einer Frauenbewegung zu beteiligen, musste jedoch feststellen, dass gerade in den Frauenorganisationen der Nachkriegszeit ihr lavierendes Verhalten in der Zeit des Nationalsozialismus als Opportunismus ausgelegt wurde und ihre Auffassung von Frauenpolitik als nicht mehr zeitgemäß galt. Sie war auch im Gründerkreis der Christlich-Sozialen Union (CSU) aktiv. Bäumer hielt noch einige Vorträge insbesondere zu theologischen und historischen Themen, begann aber bald, an Atherosklerose zu leiden, was ihr die öffentliche Tätigkeit nach und nach unmöglich machte.
Gertrud Bäumer zog 1949 mit ihrer Schwester Else Bäumer (1875–1959) nach Bad Godesberg. Anfang 1954 wurde sie in die Bodelschwinghschen Anstalten in Bethel verlegt, wo sie am 25. März verstarb. Sie liegt auf dem Neuen Zionsfriedhof begraben.

## Ehrungen
Am Grabdenkmal des Ehrengrabes des Landes Berlin für Helene Lange auf dem Friedhof Heerstraße in Berlin-Westend erinnert eine Inschrift in memoriam an Gertrud Bäumer.
Zahlreiche Schulen wurden nach Gertrud Bäumer benannt, darunter:
- Gertrud-Bäumer-Gymnasium (GBG) in Remscheid
- Gertrud-Bäumer Berufskolleg in Duisburg
- Gertrud-Bäumer-Berufskolleg (Märkischer Kreis) in Lüdenscheid und Plettenberg
- Gertrud-Bäumer-Schule in Bielefeld
- Gertrud Bäumer Realschule in Bonn
- Gertrud-Bäumer-Schule in Essen
- Gertrud-Bäumer-Realschule in Gelsenkirchen
- Gertrud-Bäumer-Realschule in Dortmund
- Gertrud-Bäumer-Schule in Karlsruhe, ist jedoch mittlerweile zusammen mit der Helene-Lange-Schule in der Elisabeth-Selbert-Schule aufgegangen.
- Gertrud-Bäumer-Grundschule in München

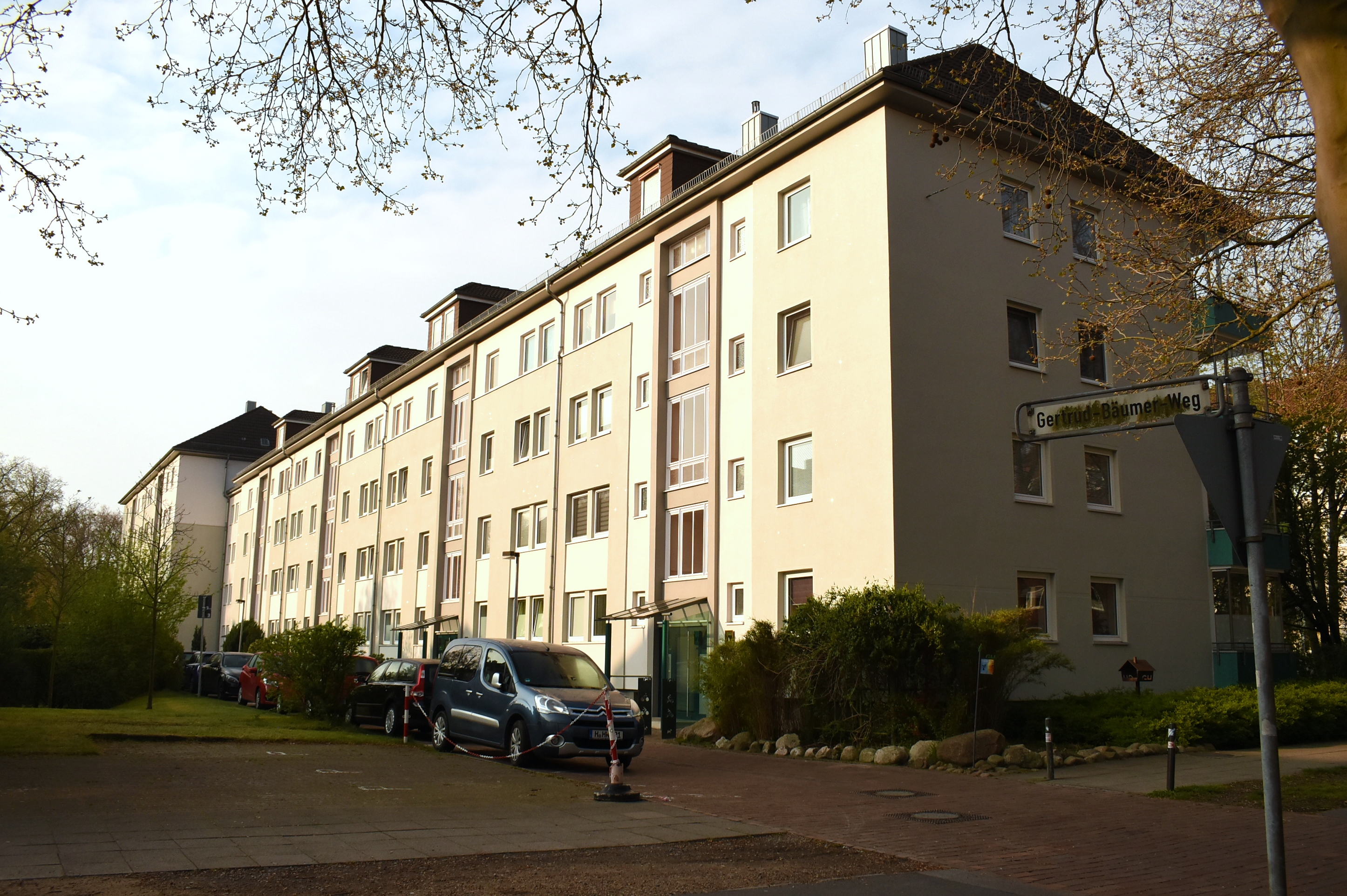
Blick in den Gertrud-Bäumer-Weg in Hannover-Südstadt

Ebenfalls wurden Straßen nach ihr benannt, so unter anderem in ihrem Geburtsort Hagen-Hohenlimburg sowie in Hanau, 1954 in Hannover-Südstadt, Lünen, München, Regensburg, Tübingen, Troisdorf und Wiesbaden.
Im Jahr 1974 gab die Deutsche Bundespost eine Sondermarke mit dem Bildnis Gertrud Bäumers heraus.

## Schriften (Auswahl)
- Handbuch der Frauenbewegung. Teil I und II (Herausgeberschaft mit Helene Lange). Moeser, Berlin 1901. Digitalisat.
- Die hoeheren Lehranstalten und das Maedchenschulwesen im Deutschen Reich (mit Conrad Rethwisch und Rudolf Lehmann). Asher, Berlin 1904.
- Geschichte der Gymnasialkurse für Frauen zu Berlin. Moeser, Berlin 1906.
- Von der Kinderseele. Voigtländers Verlag, Leipzig 1908 (mit Lili Droescher).
- Frauenbewegung und Sexualethik. Beiträge zur modernen Ehekritik. Salzer, Heilbronn 1909.
- Die soziale Idee in den Weltanschauungen des 19. Jahrhunderts. Die Grundzüge der modernen Sozialphilosophie. Salzer, Heilbronn 1910.
- Die Frau und das geistige Leben. C.F. Amelangs Verlag, Leipzig 1911 (→ Zusammenfassung der enthaltenen Darstellung Elisabeth Siewerts.)
- Der Deutsche Frauenkongreß. Sämtliche Vorträge (Herausgeberschaft), Teubner, Leipzig 1912.
- Die Frau in Volkswirtschaft und Staatsleben der Gegenwart. DVA, Stuttgart/Berlin 1914.
- Studien über Frauen. Herbig, Berlin 1921.
- Die seelische Krisis. Herbig, Berlin 1924.
- Grundlagen demokratischer Politik, G. Braun, Karlsruhe 1928.
- Deutsche Schulpolitik, G. Braun, Karlsruhe 1928.
- Heimatchronik während des Weltkrieges. Quelle & Meyer, Leipzig 1930.
- Sinn und Formen geistiger Führung. Herbig, Berlin 1930.
- Neuer Humanismus. Quelle & Meyer, Leipzig 1930.
- Lebensweg durch eine Zeitenwende. Wunderlich, Tübingen 1933.
- Männer und Frauen im geistigen Werden des deutschen Volkes. Winderlich, Tübingen 1934.
- Adelheid – Mutter der Königreiche. Wunderlich, Tübingen 1936.
- Der Park – Geschichte eines Sommers. Herbig, Berlin 1937.
- Wolfram von Eschenbach. Cotta, Stuttgart 1938.
- Der Berg des Königs – Das Epos des langobardischen Volkes. Bruckmann, München 1938.
- Gestalt und Wandel. Frauenbildnisse. Herbig, Berlin 1939
- Die Macht der Liebe – Der Weg des Dante Alighieri. Bruckmann, München 1941.
- Das Antlitz der Mutter. 32 Abbildungen, davon 4 Farbtafeln. Mit einer Einleitung von Gertrud Bäumer, Genius Verlag, Berlin 1941
- Der ritterliche Mensch – Die Naumburger Stifterfiguren in 16 Farbaufnahmen von Walter Hege. F.A. Herbig Verlagsbuchhandlung Deutscher Kunstverlag, Berlin o.J (1941).
- Eine Woche im Mai – Sieben Tage des jungen Goethe. Wunderlich, Tübingen 1944.
- Frau Rath Goethe – Die Weisheit der Mutter. Wunderlich, Tübingen 1949.
- Die drei göttlichen Komödien des Abendlandes. Wolframs Parsifal. Dantes Divina Commedia. Goethes Faust. Regensberg, Münster 1949.
- Ricarda Huch. Wunderlich, Tübingen 1949.
- Otto I. und Adelheid. Wunderlich, Tübingen 1951.
- Das königliche Haupt. Eine Erzählung. Wunderlich, Tübingen 1951.
- Im Licht der Erinnerung. Wunderlich, Tübingen 1953 (Autobiographie).
- Des Lebens wie der Liebe Band. Briefe. Hrsg. von Emmy Beckmann, Wunderlich, Tübingen 1956.
- Bildnis der Liebenden – Gestalt und Wandel der Frau. Wunderlich, Tübingen 1958 (Das Schicksal bedeutender Frauengestalten – von Heloise und Vittoria Colonna bis zu Lou Andreas-Salomé und Eleonora Duse). Digitalisat.
- Eleonora Duse. Wunderlich, Tübingen 1958 (Porträt der italienischen Schauspielerin, mit der Bäumer persönlich bekannt war).